# Ровдо, Виктор Владимирович
Ви́ктор Влади́мирович Ро́вдо (бел. Віктар Уладзіміравіч Роўда; 1921—2007) — советский, белорусский хоровой дирижёр, педагог. Народный артист СССР (1990).

## Биография
Родился 10 ноября 1921 года (по другим источникам — 23 ноября 1921 года) в Сморгони (ныне в Гродненской области Белоруссии) в семье православного священника.
В 1939 году окончил Виленскую государственную духовную семинарию, в 1951 году — дирижёрско-хоровое и вокальное отделения Литовской консерватории (класс профессора К. Кавяцкаса). Одновременно окончил медицинский факультет Вильнюсского государственного университета по специальности «хирург».
В 1951—1954 годах учился в аспирантуре Московской консерватории им. П. И. Чайковского (класс А. В. Свешникова). В 1956 году защитил диссертацию (посвящена проблемам исполнения народной песни в академическом хоре).
Совмещал аспирантскую деятельность с хормейстерской работой в Государственном академическом русском хоре СССР, Московском хоровом училище (ныне Хоровое училище имени А.В. Свешникова в составе Академии хорового искусства имени В.С. Попова), а также Оперной студии консерватории.
В 1956—1965 годах — главный хормейстер и дирижёр Государственной академической хоровой капеллы Белорусской ССР (ныне Государственная академическая хоровая капелла Республики Беларусь им. Г. Ширмы).
С 1965 года — художественный руководитель и главный дирижёр Академического хора Белорусского телевидения и радио.
С 1956 года преподавал в Белорусской консерватории (ныне Белорусская государственная академия музыки) (с 1961 года — доцент, с 1964 года — заведующий кафедрой хорового дирижирования, с 1975 года — профессор). Художественный руководитель концертного хора Белорусской академии музыки.
Активно занимался общественно-просветительской работой, выступал организатором детских праздников песни в Беларуси, многократно участвовал в качестве члена жюри различных хоровых фестивалей и конкурсов.
Составил хоровые сборники, хрестоматии по дирижированию, снял и записал в фонды радио и телевидения Беларуси более двух тысяч произведений зарубежной и русской хоровой классики, народных песен, сочинений белорусских композиторов
Умер 18 ноября 2007 года в Минске. Похоронен на Восточном (Московском) кладбище).

## Награды и звания
- Заслуженный деятель искусств Белорусской ССР (1968)
- Народный артист Белорусской ССР (1978)[4]
- Народный артист СССР (1990)
- Государственная премия Белорусской ССР (1990)[5]
- Премия Президента Республики Беларусь «За духовное возрождение» (1997)[6]
- Орден Франциска Скорины (2006)
- Медаль Франциска Скорины (2001)[7]
- Орден равноапостольной Марии Магдалины II и ІІІ степени (Польская православная церковь)
- Орден святого равноапостольного великого князя Владимира III степени (РПЦ)
- Орден преподобного Сергия Радонежского II степени (РПЦ)
- Орден святого благоверного князя Даниила Московского І, II и III степеней (РПЦ)
- Медаль князя Константина Острожского
- Кандидат искусствоведения.

## Ученики
- Жуковский, Александр Михайлович (дирижёр) — советский и российский хоровой дирижер и педагог, Заслуженный работник культуры России, Почетный гражданин города Иванова. Создатель, художественный руководитель и главный дирижёр Народного мужского хора города Иванова (1972 - 1988), Хоровой капеллы мальчиков и юношей города Иванова (с 1984 года), Хоровой школы мальчиков (Иваново).

## Аудио
Заслуженный академический хор Белтелерадиокомпании под управлением В. В. Ровдо: Гимн Белоруссии 

## Память
- Именем дирижёра названа одна из улиц в городе Сморгонь.